# كارل كريستيان ويبر
كارل كريستيان ويبر (بالألمانية: Karl Christian Weber)‏ (و. 1886 – 1970 م) هو كاهن كاثوليكي ألماني، ولد في بكسباخ، توفي في زانكت فندل، عن عمر يناهز 84 عاماً، بسبب الأمراض الدماغية الوعائية.

## مناصب
تولى منصب أسقف كاثوليكي (منذ 16 أكتوبر 1938)
- مطران  [لغات أخرى]‏
- أسقف عنواني  [لغات أخرى]‏[1]

.